# Fraccionamiento Camino Maldonado
Fraccionamiento Camino Maldonado ist eine Stadt in Uruguay.

## Geographie
Sie befindet sich im Südwesten des Departamento Canelones in dessen Sektor 16 bzw. Sektor 37. Das Siedlungsgebiet teilt sich in zwei Teile, wovon einer westlich, der andere östlich der Stadt Barros Blancos liegt. Im östlichen Teil bildet abschnittweise der Arroyo Frasquito die nördliche Stadtgrenze. Östlich liegt Fraccionamiento Camino Maldonado an Pando an. Im westlichen Teil, der an das Gebiet des Departamento Montevideo anschließt, dient der Arroyo de Toledo als natürliche Begrenzung in Richtung Westen.

## Einwohner
Die Einwohnerzahl von Fraccionamiento Camino Maldonado beträgt 15.057 (Stand 2004).
| Jahr | Einwohner |
| ---- | --------- |
| 1963 | 3.449     |
| 1975 | 8.346     |
| 1985 | 10.082    |
| 1996 | 13.349    |
| 2004 | 15.057    |

Quelle: Instituto Nacional de Estadística de Uruguay

## Infrastruktur
Durch Fraccionamiento Camino Maldonado führt die Ruta 8.